# Soviete Supremo da União Soviética
- Nota: Entre 1991 e 1993, o Parlamento da Federação Russa manteve a estrutura do Soviete Supremo. Com a Crise constitucional, o Soviete Supremo foi dissolvido, sendo substituído pela Duma Federal e pelo Soviete da Federação.

O Soviete Supremo da União das Repúblicas Socialistas Soviéticas (SSURSS) (em russo:  Верховный Совет Союза Советских Социалистических Республик ) foi o mais alto órgão de autoridade estatal da União Soviética (URSS) de 1936 a 1991. Baseava-se no princípio do poder unificado , que era o único ramo do governo no estado soviético. Sendo a única com poder de passar emendas constitucionais. Dentre seus poderes estavam a ditar composição do Conselho de Ministros, do Supremo Tribunal, do Presidium do Soviete Supremo, além da escolha do Procurador-Geral

## Características
O Soviete Supremo era chefiado por um grupo de deputados eleitos entre os demais, o chamado Presidium, e dividido em duas câmaras eleitas para mandatos de quatro anos:
1. O Soviete da União , que representava a população da federação soviética como um todo, com cada deputado representando o mesmo número de eleitores.
2. O Soviete das Nacionalidades , que representava as populações étnicas como unidades, com membros eleitos com base em 32 deputados de cada república da união , 11 de cada república autônoma , cinco de cada oblast autônomo (região) e um de cada okrug autônomo (distrito). As unidades administrativas do mesmo tipo enviariam o mesmo número de membros, independentemente de seu tamanho ou população.

Ambas as câmaras tinham os mesmos poderes e precisavam de maioria simples para legislar. Eventuais conflitos entre ambas eram resolvidos através de uma Comissão Mista, e caso não houvesse acordo, cabia ao Presidium dissolver o Soviete e convocar novas eleições.
Após 1989, consistia em 542 deputados (divididos em duas 271 câmaras) diminuíram de 1.500 anteriores. As reuniões do órgão também eram mais frequentes, de seis a oito meses por ano. Em setembro de 1991, após o Golpe de Agosto , foi reorganizado no Soviete (conselho) das Repúblicas e no Soviete da União, que alterariam conjuntamente a Constituição Soviética , admitiu novos estados, ouviriam o Presidente da União Soviética sobre importantes questões de política interna e externa, aprovariam o orçamento da união, declarou guerra e concluiu a paz. O Soviete das Repúblicas consiste em 20 deputados de cada república da união, mais um deputado para representar cada região autônoma de cada república, delegados pelas legislaturas das repúblicas. A Rússia foi uma exceção com 52 deputados. A União Soviética consistia em deputados repartidos pelas cotas existentes.

## Presidentes do Presidium do Soviete Supremo

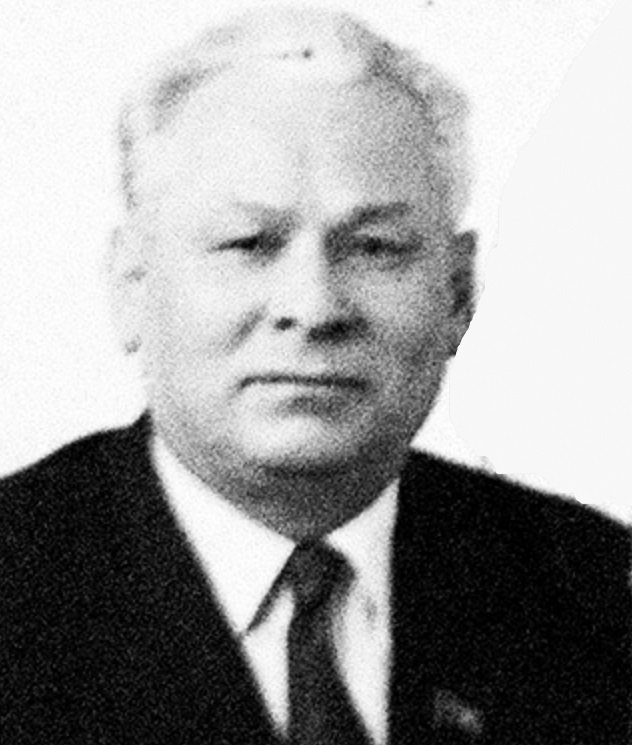
Konstantin Chernenko (1984-1985)
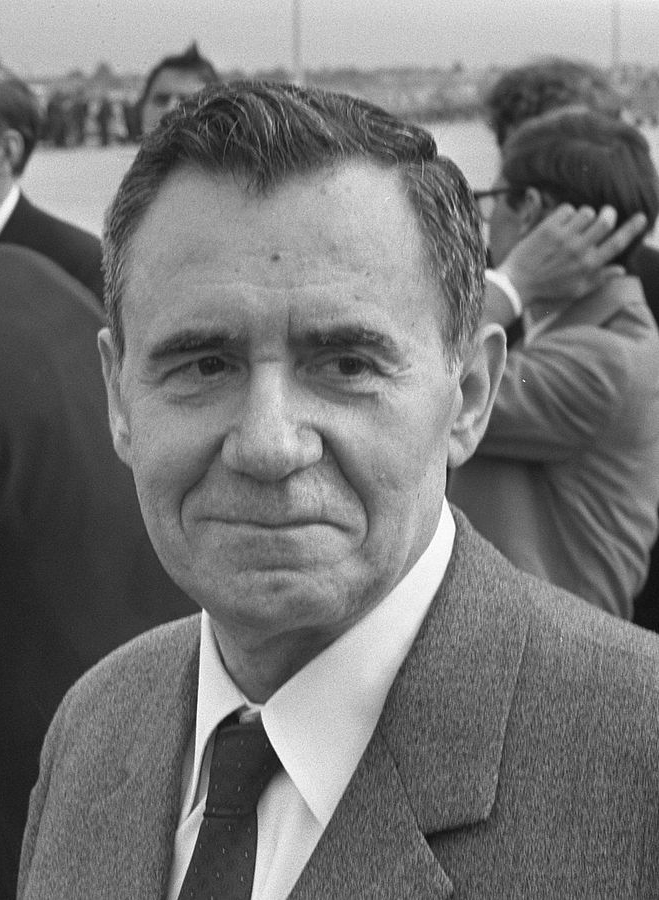
Andrei Gromiko (1985-1988)
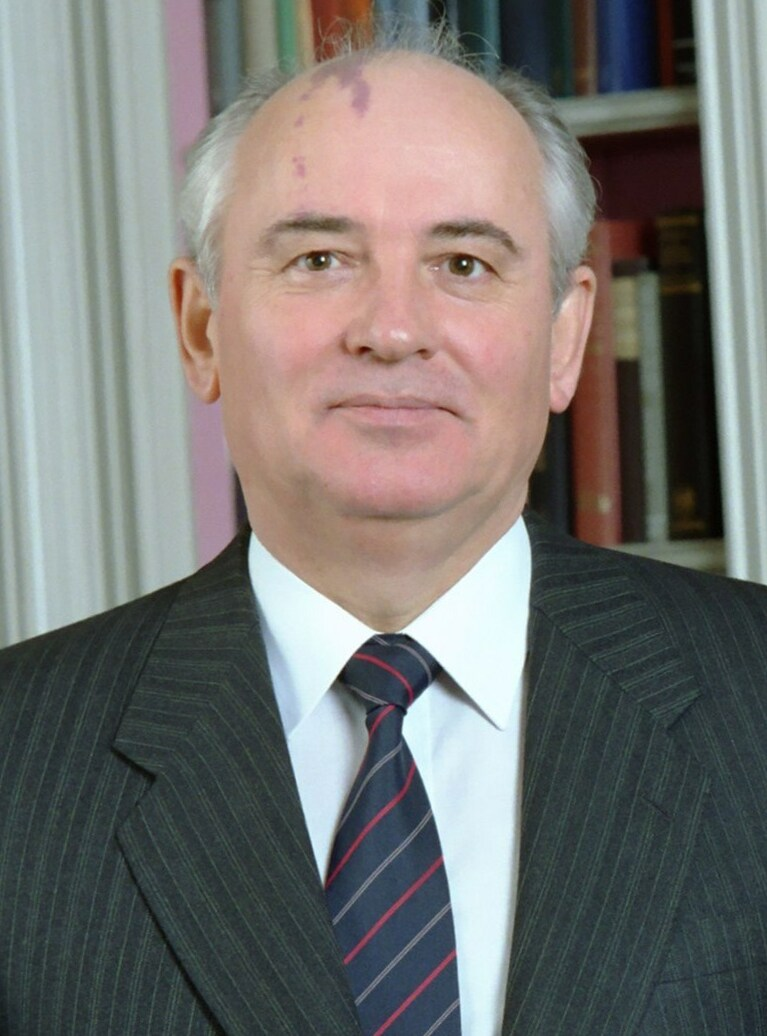
Mikhail Gorbachev (1988-1989)

O Presidente do Presidium do Soviete Supremo era o chefe de Estado da URSS, com poderes equiparados ao do líder do Partido Comunista, que afinal de contas chefiava o único Partido de todo o parlamento.brejnev foi o primeiro a acumular os dois cargos, tomando assim poder absoluto sobre o país. A partir de então, seus sucessores fizeram o mesmo, até as reformas políticas Mikhail Gorbatchov durante a Glasnost. Por ironia, em 1988, Gorbatchov, que havia condenado esse acúmulo de poder, fundiu os dois cargos em um só, o de Presidente da URSS, e o assumiu.

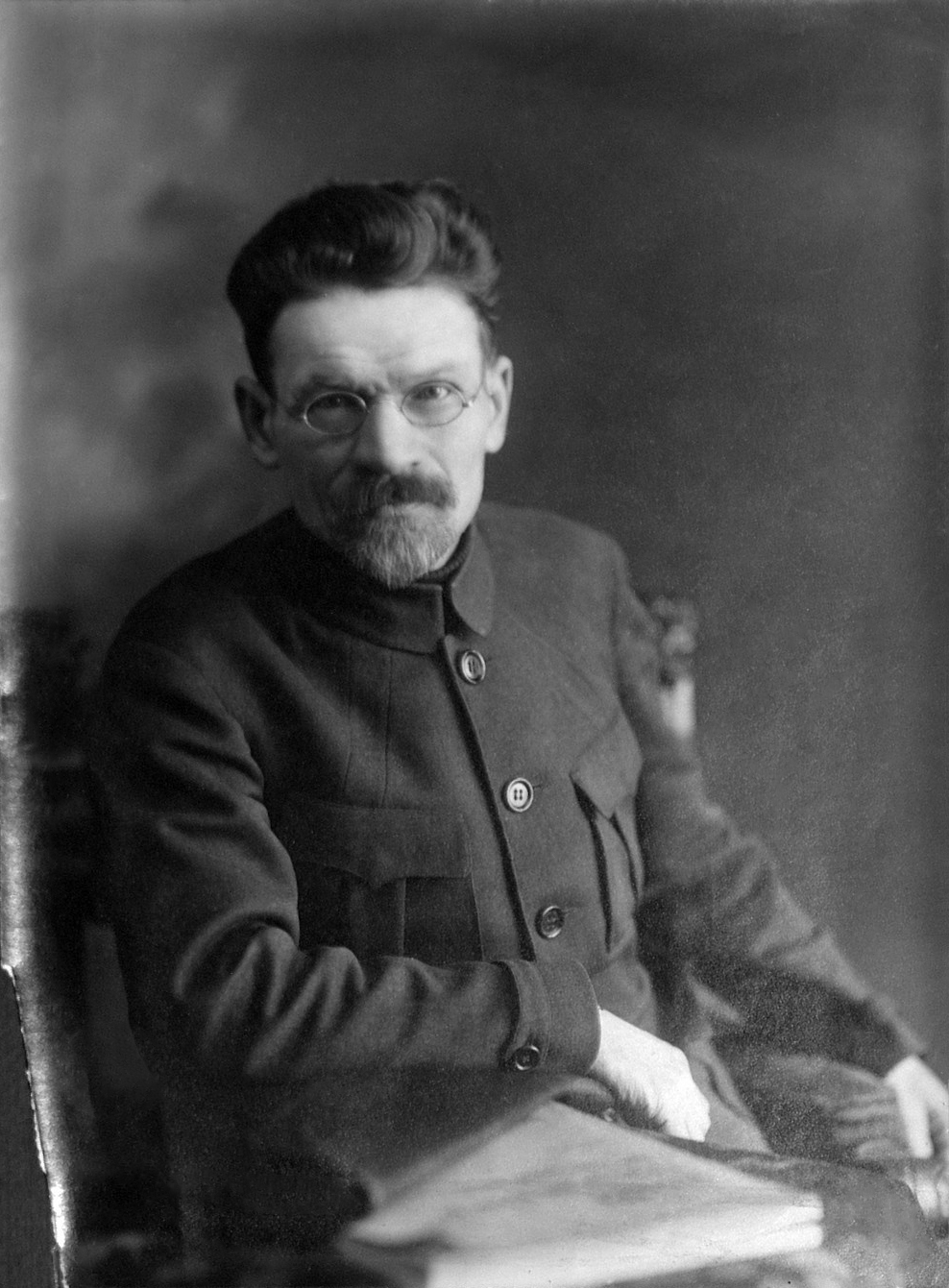
Mikhail Kalinin (1938-1946)
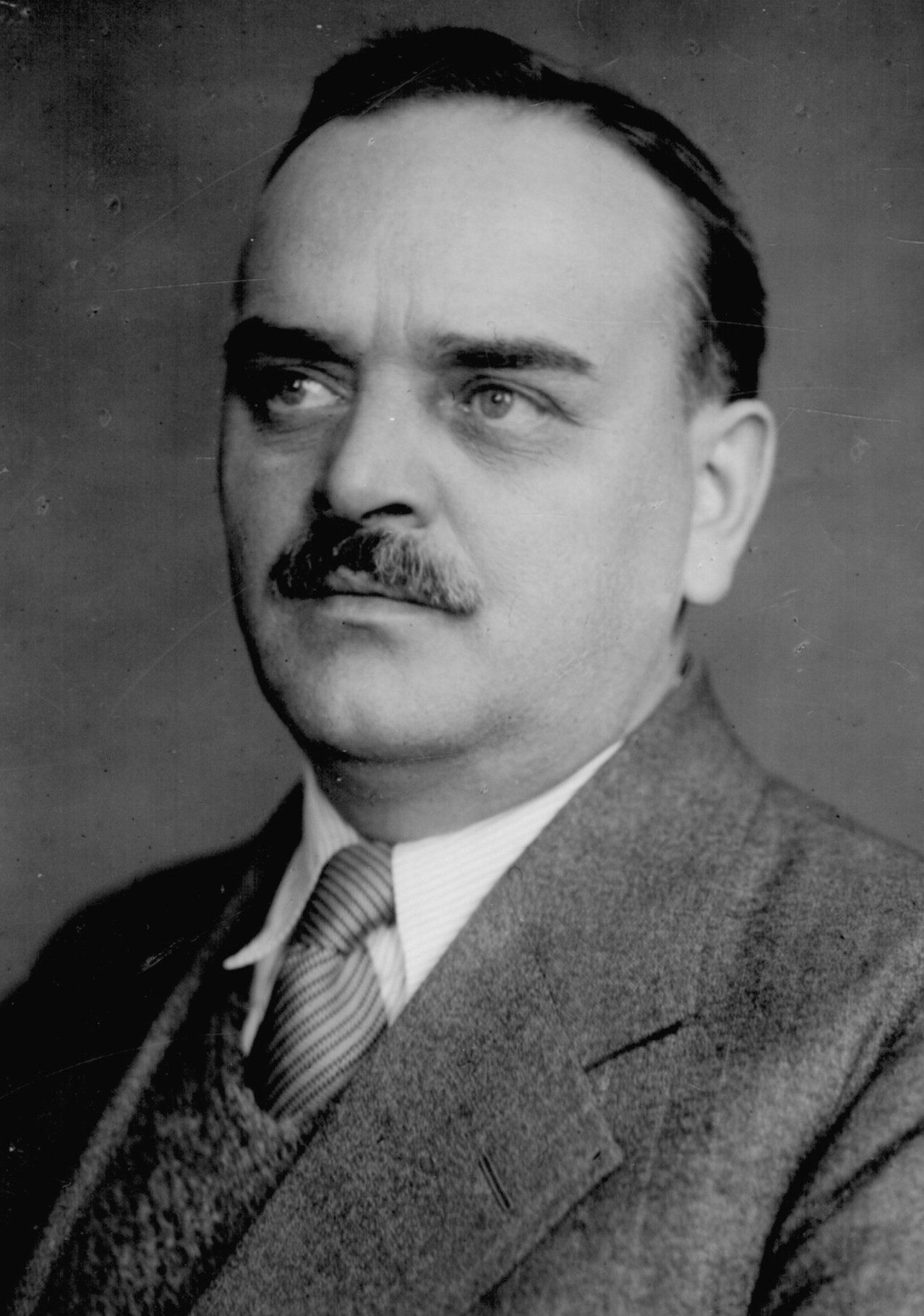
Nikolai Shvernik (1946-1953)
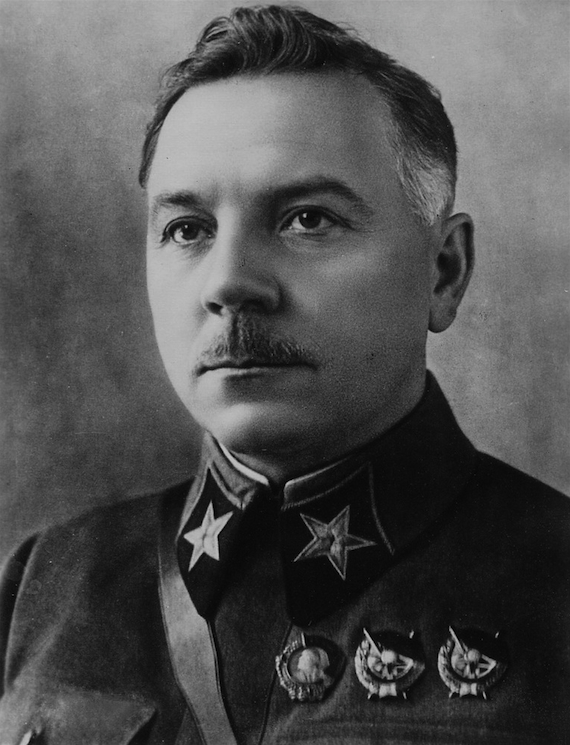
Clement Vorochilov (1953-1960)

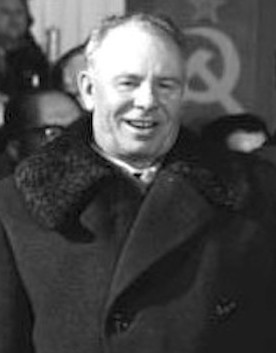
Nikolai Podgorny (1965-1977)
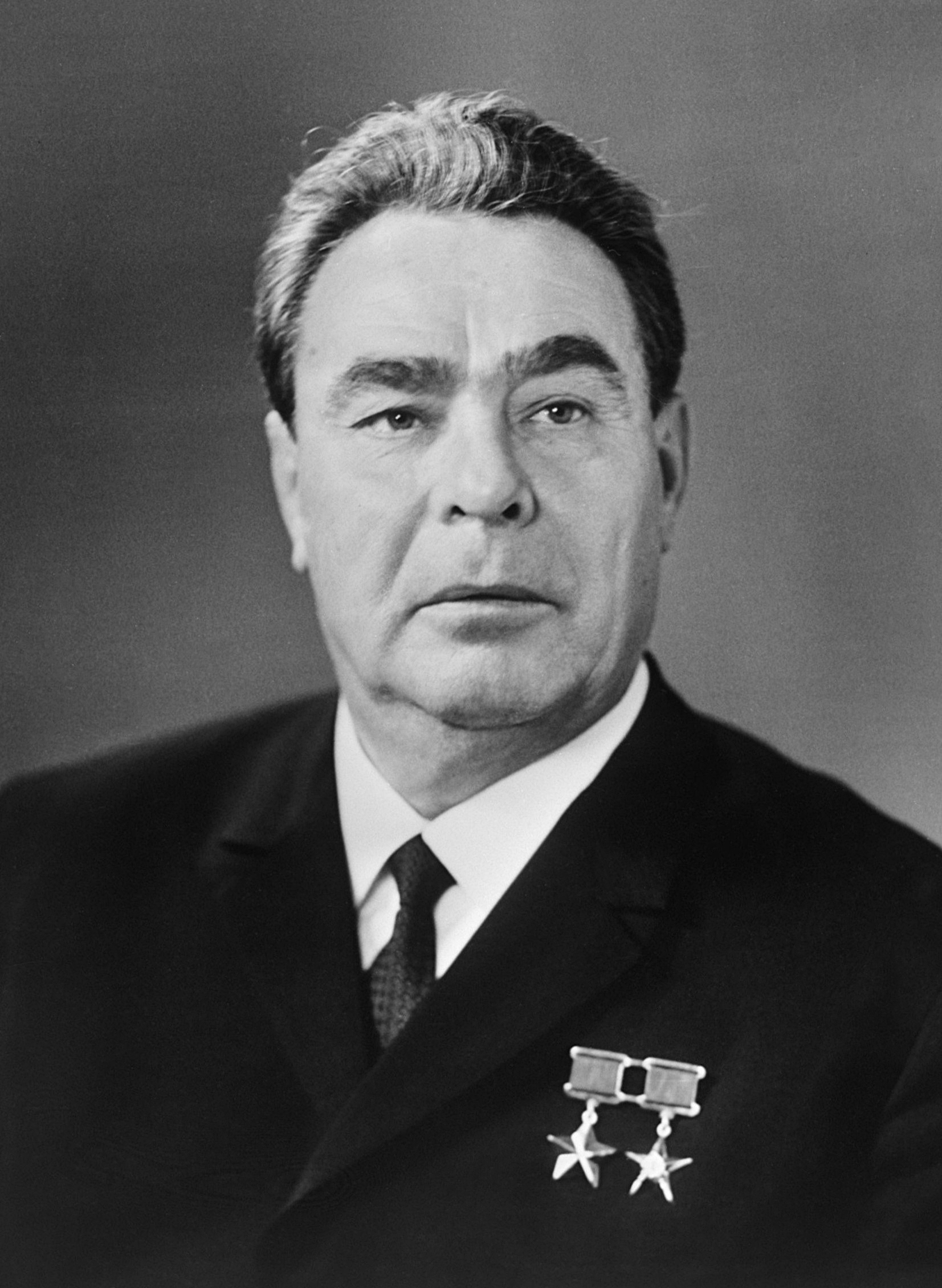
Leonid Brejnev (1960-1964) (1977-1982)
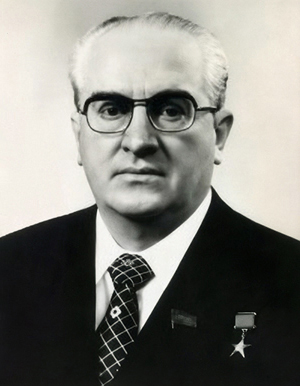
Iúri Andropov (1982-1984)

- Konstantin Chernenko
(1984-1985)
- Andrei Gromiko
(1985-1988)
- Mikhail Gorbachev
(1988-1989)